# Liste von Bergen und Erhebungen in Schweden
Die Liste von Bergen und Erhebungen in Schweden umfasst die Gipfel Schwedens mit einer Höhe über 1800 m und die höchsten Erhebungen der Provinzen und Landschaften.

## Legende
- Rang: Rang, den der Gipfel unter den Gipfeln Schwedens einnimmt.
- Gipfel: Name des Gipfels. Gipfel, die in der Spalte Lage als Referenz genannt werden, sind fett formatiert.
- Höhe: Höhe des Berges in meter över havet.
- Dominanz: Die Dominanz beschreibt den Radius des Gebietes, das der Berg überragt. Angegeben in Kilometern.
- Scharte: Die Schartenhöhe ist die Höhendifferenz zwischen Gipfelhöhe und der höchstgelegenen Einschartung, bis zu der man mindestens absteigen muss, um einen höheren Gipfel zu erreichen. Angegeben in Metern.
- Bild: Bild des Berges. Wenn der Gipfel nicht klar erkennbar ist, mit Beschreibung.
- Lage

## Die höchsten Gipfel Schwedens
Die höchsten Gipfel Schwedens, darunter auch die 13 Zweitausender, liegen alle im Skandinavischen Gebirge, in der Landschaft Lappland und in der Provinz Norrbottens län. Die Gipfelliste repräsentiert fast vollständig die höchsten Gipfel im Norden Skandinaviens, da es dort lediglich zehn weitere Gipfel mit einer Höhe über 1800 m gibt, die alle in Norwegen liegen: Oksskolten (1916 m), Okshornet (1901 m), Svartfjell (1872 m), Tvillingtindan (1824 m) und Okstinden (1805 m) im Okstindan-Massiv, Suliskongen (1908 m) und Stortoppen (1822 m) im Sulitjelma-Massiv, den Storsteinsfjellet (Hauptgipfel: 1894 m; Südwestgipfel: 1871 m) und auf der Halbinsel Lyngen den Jiekkevárri (1834 m).
Die Gipfel Schwedens mit einer Höhe über 1850 m
| Rang | Gipfel                                       | Höhe         | Dominanz  | Scharte    | Bild                                                                   | Lage                                                             |
| ---- | -------------------------------------------- | ------------ | --------- | ---------- | ---------------------------------------------------------------------- | ---------------------------------------------------------------- |
| 1.   | Kebnekaise (Giebmegáisi), Nordtoppen         | 2097 m ö.h.  | 757,25 km | 1745 m ca. | Bild                                                                   |                                                                  |
| 2.   | Kebnekaise (Giebmegáisi), Sydtoppen          | 2093 m ö.h.  | 0,65 km   | 66 m ca.   | Südgipfel links im Bild, Nordgipfel in der Bildmitte                   |                                                                  |
| 3.   | Sarektjåkkå (Sarektjåhkkå), Stortoppen       | 2089 m ö.h.  | 62,3 km   | 1519 m     | Gipfel links im Bild                                                   | Nationalpark Sarek                                               |
| 4.   | Kaskasatjåkka (Gaskkasčohkka)                | 2071 m ö.h.  | ?         | 592 m ca.  | -                                                                      | Nördlich des Kebnekaise                                          |
| 5.   | Sarektjåkkå (Sarektjåhkkå), Nordtoppen       | 2054 m ö.h.  | ?         | 56 m ca.   | -                                                                      | Nationalpark Sarek                                               |
| 6.   | Kaskasapakte (Gaskkasbakti)                  | 2040 m ö.h.  | ?         | 245 m ca.  | -                                                                      | Nördlich des Kebnekaise                                          |
| 7.   | Sarektjåkkå (Sarektjåhkkå), Buchttoppen      | 2030 m ö.h.  | ?         | 108 m ca.  | Gipfel rechts im Bild                                                  | Nationalpark Sarek                                               |
| 8.   | Sarektjåkkå (Sarektjåhkkå), Sydtoppen        | 2025 m ö.h.  | ?         | 83 m ca.   | Gipfel mittig im Bild                                                  | Nationalpark Sarek                                               |
| 9.   | Palkattjåkkå (Bálgattjåhkkå)                 | 2016 m ö.h.  | ?         | 1160 m     | -                                                                      | Nationalpark Sarek                                               |
| 10.  | Akka (Áhkká), Stortoppen                     | 2011 m ö.h.  | 19,27 km  | 1098 m ca. | Links der Borgtoppen (1961 m), rechts der Hauptgipfel des Akka-Massivs |                                                                  |
| 11.  | Pårtetjåkkå (Bårddetjåhkkå)                  | 2007 m ö.h.  | 30,34 km  | 200 m ca.  | -                                                                      | Nationalpark Sarek                                               |
| 12.  | Akka (Áhkká), Stortoppen Ost                 | 2007 m ö.h.  | ?         | 10 m       | Links der Borgtoppen (1961 m), rechts der Hauptgipfel des Akka-Massivs |                                                                  |
| 13.  | Sielmatjåkkå (Šielmmáčohkka)                 | 2004 m ö.h.  | ?         | 945 m      | -                                                                      | Ungefähr 18 km nördlich des Kebnekaise                           |
| 14.  | Kåttotjåkkå (Godučohkka)                     | 1986 m ö.h.  | ?         | 1114 m ca. | -                                                                      | Ungefähr 30 km nördlich des Kebnekaise                           |
| 15.  | Akkatjåkkå (Áhkátjåhkkå)                     | 1983 m ö.h.  | ?         | 1065 m     | -                                                                      | Nationalpark Sarek                                               |
| 16.  | Spika (Spijkka)                              | 1982 m ö.h.  | ?         | 355 m ca.  | -                                                                      | Südöstlich des Sarektjåkkå im Nationalpark Sarek                 |
| 17.  | Kebnepakte (Giebmebakti)                     | 1981 m ö.h.  | ?         | 131 m      | -                                                                      | Nördlicher Nebengipfel des Kebnekaise                            |
| 18.  | Gådokgaskatjåhkkå (Kåtokkaskatjåkkå)         | 1980 m ö.h.  | ?         | 688 m      | -                                                                      | Nationalpark Sarek                                               |
| 19.  | Vuojneståhkkå (Vuoinestjåkkå)                | 1968 m ö.h.  | ?         | 200 m ca.  | -                                                                      | Südöstlich des Sarektjåkkå im Nationalpark Sarek                 |
| 20.  | Borgtoppen                                   | 1961 m ö.h.  | ?         | 181 m      | -                                                                      | Westlicher Nebengipfel des Akka-Stortoppen                       |
| 21.  | Palkatpakte (?)                              | 1952 m ö.h.  | ?         | 110 m ca.  | -                                                                      | Südwestlicher Nebengipfel des Palkattjåkkå im Nationalpark Sarek |
| 22.  | Rijddatjåhkkå                                | 1951 m ö.h.  | ?         | 460 m ca.  | -                                                                      | Südlich des Akkatjåkkå im Nationalpark Sarek                     |
| 23.  | Lulijtåhkkå                                  | 1951 m ö.h.  | ?         | 295 m ca.  | -                                                                      | Nördlich des Palkattjåkkå im Nationalpark Sarek                  |
| 24.  | Påssustjåkkå (Bossosčohkka)                  | 1949 m ö.h.  | ?         | 485 m ca.  | -                                                                      | Nördlich des Sielmatjåkkå                                        |
| 25.  | Kanalberget                                  | 1946 m ö.h.  | ?         | 507 m ca.  | -                                                                      | Südöstlich des Akkatjåkkå im Nationalpark Sarek                  |
| 26.  | Höktopparna (Moarhmmåbåkti), Sydtoppen       | 1944 m ö.h.  | ?         | 1070 m ca. | -                                                                      | Östlich des Påssustjåkkå                                         |
| 27.  | Vuojneståhkkå (Vuoinestjåkkå), Västtoppen    | 1944 m ö.h.  | ?         | 60 m ca.   | -                                                                      | Südöstlich des Sarektjåkkå im Nationalpark Sarek                 |
| 28.  | Ryggåsberget                                 | 1938 m ö.h.  | ?         | 756 m ca.  | -                                                                      | Südlich des Akkatjåkkå im Nationalpark Sarek                     |
| 29.  | Skájdetjåhkka                                | 1937 m ö.h.  | ?         | 529 m ca.  | -                                                                      | Südwestlich des Gådokgaskatjåhkkå im Nationalpark Sarek          |
| 30.  | Räitatjåkka (Reaiddáčohkka)                  | 1934 m ö.h.  | ?         | 704 m ca.  | -                                                                      | Ungefähr 13 km nördlich des Kebnekaise                           |
| 31.  | Gådoktjåhkkå                                 | 1930 m ö.h.  | ?         | 92 m ca.   | -                                                                      | Östlich des Gådokgaskatjåhkkå im Nationalpark Sarek              |
| 32.  | Ähpártjåhkkå                                 | 1925 m ö.h.  | ?         | 1104 m ca. | -                                                                      | Ungefähr 13 km südöstlich des Sarektjåkkå im Nationalpark Sarek  |
| 33.  | Såltatjåhkkå                                 | 1924 m ö.h.  | ?         | 392 m ca.  | -                                                                      | Ungefähr 6 km nordwestlich des Sarektjåkkå im Nationalpark Sarek |
| 34.  | Gådoktjåhkkå, Västtoppen                     | 1923 m ö.h.  | ?         | 30 m ca.   | -                                                                      | Östlich des Gådokgaskatjåhkkå im Nationalpark Sarek              |
| 35.  | Oalgásje                                     | 1922 m ö.h.  | ?         | 375 m      | -                                                                      | Nordöstlich des Gådokgaskatjåhkkå im Nationalpark Sarek          |
| 36.  | Spika (Spijkka), Nordvästtoppen              | 1922 m ö.h.? | ?         | 20 m ca.   | -                                                                      | Südöstlich des Sarektjåkkå im Nationalpark Sarek                 |
| 37.  | Niják                                        | 1920 m ö.h.  | ?         | 652 m ca.  | -                                                                      | Zwischen Akka und Sarektjåkkå im Nationalpark Sarek              |
| 38.  | Ruopsoktjåhkkå                               | 1918 m ö.h.  | ?         | 264 m ca.  | -                                                                      | Östlich des Ähpártjåhkkå im Nationalpark Sarek                   |
| 39.  | Gássatjåhkkå                                 | 1914 m ö.h.  | ?         | 115 m ca.  | -                                                                      | Östlich des Såltatjåhkkå im Nationalpark Sarek                   |
| 40.  | Sarvatjåhkkå                                 | 1911 m ö.h.  | ?         | 195 m ca.  | -                                                                      | Südlich des Vuojneståhkkå im Nationalpark Sarek                  |
| 41.  | Gávabákte                                    | 1910 m ö.h.  | ?         | 135 m ca.  | -                                                                      | Westlich des Sarektjåkkå im Nationalpark Sarek                   |
| 42.  | Tarfalatjåkka (Darfálčohkka)                 | 1909 m ö.h.  | ?         | 154 m ca.  | -                                                                      | Östlich des Kaskasatjåkka                                        |
| 43.  | Sielmatjåkkå (Šielmmáčohkka), Nordvästtoppen | 1909 m ö.h.  | ?         | 28 m ca.   | -                                                                      |                                                                  |
| 44.  | Sájtáristjåhkkå                              | 1908 m ö.h.  | ?         | 227 m ca.  | -                                                                      | Westlich des Palkattjåkkå im Nationalpark Sarek                  |
| 45.  | Sarektjåkkå-Buchttoppen, Sydosttoppen        | 1906 m ö.h.  | ?         | 35 m ca.   | -                                                                      | Im Nationalpark Sarek                                            |
| 46.  | ?                                            | 1905 m ö.h.  | ?         | 390 m ca.  | -                                                                      | Nordwestlich des Kaskasapakte                                    |
| 47.  | ?                                            | 1905 m ö.h.  | ?         | 40 m ca.   | -                                                                      | Nordöstlicher Nebengipfel des Akka-Stortoppen                    |
| 48.  | ?                                            | 1904 m ö.h.  | ?         | 70 m ca.   | -                                                                      | Zwischen Kaskasapakte und Kaskasatjåkka                          |
| 49.  | Ähpártjåhkkå, Nordosttoppen                  | 1903 m ö.h.  | ?         | 110 m ca.  | -                                                                      | Nordöstlich des Ähpártjåhkkå im Nationalpark Sarek               |
| 50.  | Sielmatjåkkå, Sydtoppen                      | 1897 m ö.h.  | ?         | 65 m ca.   | -                                                                      |                                                                  |
| 51.  | Gaskačohkka                                  | 1894 m ö.h.  | ?         | 573 m ca.  | -                                                                      | Westlich des Sielmatjåkkå                                        |
| 52.  | Höktopparna (Moarhmmåbåkti), Nordtoppen      | 1893 m ö.h.  | ?         | 153 m ca.  | -                                                                      | Östlich des Påssustjåkkå                                         |
| 53.  | ?                                            | 1892 m ö.h.  | ?         | 350 m ca.  | -                                                                      | Nordöstlich des Ähpártjåhkkå im Nationalpark Sarek               |
| 54.  | Gådoktjåhkkå, Sydtoppen                      | 1889 m ö.h.  | ?         | 85 m ca.   | -                                                                      | Östlich des Gådokgaskatjåhkkå im Nationalpark Sarek              |
| 55.  | Jiegŋatjåhkkå                                | 1887 m ö.h.  | ?         | 320 m ca.  | -                                                                      | Westlich des Ryggåsberget im Nationalpark Sarek                  |
| 56.  | Moarhmmáčohkka, Nordosttoppen                | 1885 m ö.h.  | ?         | 333 m ca.  | -                                                                      | Nördlich des Höktopparna (Moarhmmåbåkti)                         |
| 57.  | Pyramiden                                    | 1879 m ö.h.  | ?         | 590 m ca.  | -                                                                      | Nördlich des Kaskasapakte                                        |
| 58.  | Skårvatjåhkkå                                | 1879 m ö.h.  | ?         | 430 m ca.  | -                                                                      | Nordöstlich des Akkatjåkkå im Nationalpark Sarek                 |
| 59.  | Várdastjåhkkå                                | 1879 m ö.h.  | ?         | 270 m ca.  | -                                                                      | Nordwestlich des Sarektjåkkå im Nationalpark Sarek               |
| 60.  | Sulitelma (Sulidälbmá)                       | 1877 m ö.h.  | ?         | 370 m ca.  | -                                                                      | Östlich des in Norwegen gelegenen Suliskongen                    |
| 61.  | Spika (Spijkka), Nordosttoppen               | 1877 m ö.h.  | ?         | 55 m ca.   | -                                                                      | Südöstlich des Sarektjåkkå im Nationalpark Sarek                 |
| 62.  | Tjäktjahjälmen                               | 1876 m ö.h.  | ?         | 420 m ca.  | -                                                                      | Westlich der Pyramiden                                           |
| 63.  | Loametjåhkkå                                 | 1875 m ö.h.  | ?         | 120 m ca.  | -                                                                      | Westlich des Sájtáristjåhkkå im Nationalpark Sarek               |
| 64.  | Nijbáš                                       | 1874 m ö.h.  | ?         | 400 m ca.  | -                                                                      | Östlich der Pyramiden                                            |
| 65.  | ?                                            | 1873 m ö.h.  | ?         | 220 m ca.  | -                                                                      | Nordwestlich des Ryggåsberget im Nationalpark Sarek              |
| 66.  | Luohttotjåhkkå                               | 1870 m ö.h.  | ?         | 330 m ca.  | -                                                                      | Nordöstlich des Ryggåsberget im Nationalpark Sarek               |
| 67.  | Sadelberget                                  | 1864 m ö.h.  | ?         | 210 m ca.  | -                                                                      | Südlich des Akkatjåkkå im Nationalpark Sarek                     |
| 68.  | Sälka                                        | 1863 m ö.h.  | ?         | 735 m ca.  | -                                                                      | Ungefähr 13 km westlich des Kebnekaise                           |
| 69.  | Moarhmmáčohkka, Sydvästtoppen                | 1862 m ö.h.? | ?         | 33 m ca.   | -                                                                      | Östlich des Påssustjåkkå                                         |
| 70.  | Suottasjtjåhkkå                              | 1861 m ö.h.  | ?         | 372 m ca.  | -                                                                      | Östlich des Niják im Nationalpark Sarek                          |
| 71.  | Kantberget                                   | 1860 m ö.h.  | ?         | 222 m ca.  | -                                                                      | Südöstlich des Niják im Nationalpark Sarek                       |
| 72.  | Ruopsoktjåhkkå, Nordosttoppen                | 1859 m ö.h.  | ?         | 25 m ca.   | -                                                                      | Östlich des Ähpártjåhkkå im Nationalpark Sarek                   |
| 73.  | Tsahtsa                                      | 1857 m ö.h.  | ?         | 842 m ca.  | -                                                                      | Ungefähr 14 km westlich des Palkattjåkkå im Nationalpark Sarek   |
| 74.  | Tvilingryggen, Sydosttoppen                  | 1857 m ö.h.  | ?         | 135 m ca.  | -                                                                      | Nördlich des Palkattjåkkå im Nationalpark Sarek                  |
| 75.  | Sarektjåkkå-Nordtoppen, Nordgrat             | 1853 m ö.h.  | ?         | 120 m ca.  | -                                                                      | Im Nationalpark Sarek                                            |
| 76.  | Knivkammen                                   | 1852 m ö.h.  | ?         | 160 m ca.  | -                                                                      | Westlich der Pyramiden                                           |
| 77.  | Gássatjåhkkå, Sydosttoppen                   | 1852 m ö.h.  | ?         | 60 m ca.   | -                                                                      | Südöstlich des Såltatjåhkkå im Nationalpark Sarek                |
| 78.  | Påssustjåkkå (Bossosčohkka), Sydtoppen       | 1851 m ö.h.  | ?         | 155 m ca.  | -                                                                      | Nördlich des Sielmatjåkkå                                        |
| 79.  | Tvilingryggen, Nordvästtoppen                | 1851 m ö.h.  | ?         | 90 m ca.   | -                                                                      | Nördlich des Palkattjåkkå im Nationalpark Sarek                  |
| 80.  | Lulijtåhkkå, Nordtoppen                      | 1850 m ö.h.  | ?         | 70 m ca.   | -                                                                      | Nördlich des Palkattjåkkå im Nationalpark Sarek                  |

Die nördlich des Kebnekaise in einer west-östlich ausgerichteten Gebirgskette liegenden Berge Tjäktjahjälmen (1876 m), Pyramiden (1879 m) und Nijbáš (1874 m; alle Werte gemäß aktueller Lantmäteriet, Stand August 2024) werden in Gipfellisten, die auf veralteten Daten beruhen, und auch auf den Gipfelseiten von peakbagger mit Werten über 1900 m notiert.
Die Gipfel Schwedens mit einer Höhe von 1800 m bis 1850 m und einer Schartenhöhe über 100 m
| Gipfel                                      | Höhe        | Dominanz | Scharte    | Bild | Lage                                                                 |
| ------------------------------------------- | ----------- | -------- | ---------- | ---- | -------------------------------------------------------------------- |
| Skårki (Skoarkki), Miehttse Skoarkki        | 1845 m ö.h. | ?        | 779 m      | -    | Im Nationalpark Sarek                                                |
| Lánjektjåhkkå                               | 1844 m ö.h. | ?        | 965 m ca.  | -    | Nordwestlich des Akkatjåkkå im Nationalpark Sarek                    |
| Svarta spetsen                              | 1843 m ö.h. | ?        | 180 m ca.  | -    | Südlich des Sarektjåkkå und westlich des Spika im Nationalpark Sarek |
| ?                                           | 1842 m ö.h. | ?        | 140 m ca.  | -    | Westlich des Ryggåsberget im Nationalpark Sarek                      |
| Jiegŋáffo                                   | 1840 m ö.h. | ?        | 860 m ca.  | -    | Nordöstlich des Sulitelma im Nationalpark Padjelanta                 |
| Vaktposten                                  | 1837 m ö.h. | ?        | 375 m ca.  | -    | Westlich der Pyramiden                                               |
| Dubbeltoppen                                | 1835 m ö.h. | ?        | 250 m ca.  | -    | Berg im Akka-Massiv                                                  |
| Tarrekaise (Darregájsse), Biernnagájsse     | 1834 m ö.h. | ?        | 895 m ca.  | -    | Südlich des Nationalparks Sarek. Südlichster 1800er Schwedens        |
| Gaskastjåhkkå                               | 1834 m ö.h. | ?        | 480 m ca.  | -    | Nordöstlich des Palkattjåkkå im Nationalpark Sarek                   |
| Njuikkostak                                 | 1833 m ö.h. | ?        | 230 m ca.  | -    | Westlich des Kåttotjåkkå                                             |
| Skårki (Skoarkki), Soabbetjåhkkå            | 1832 m ö.h. | ?        | 220 m ca.  | -    | Westlich des Miehttse Skoarkki im Nationalpark Sarek                 |
| Bielloriehppe                               | 1832 m ö.h. | ?        | 170 m ca.  | -    | Nördlich des Gådokgaskatjåhkkå im Nationalpark Sarek                 |
| Skaitetjåkkå (Skájdetjåhkkå)                | 1827 m ö.h. | ?        | 650 m ca.  | -    | Südwestlich des Akkatjåkkå im Nationalpark Sarek                     |
| Tjäktjatjåkka (Čeakčačohkka)                | 1826 m ö.h. | ?        | 515 m ca.  | -    | Südwestlich des Sielmatjåkkå                                         |
| Axel Hambergs Topp                          | 1826 m ö.h. | ?        | 335 m ca.  | -    | Östlich des Akkatjåkkå im Nationalpark Sarek                         |
| ?                                           | 1826 m ö.h. | ?        | 220 m ca.  | -    | Westlich des Räitatjåkka                                             |
| Drakryggen                                  | 1824 m ö.h. | ?        | 280 m ca.  | -    | Nordwestlich des Kebnekaise                                          |
| Skårki (Skoarkki), Unna Skoarkki            | 1821 m ö.h. | ?        | 355 m ca.  | -    | Östlich des Miehttse Skoarkki im Nationalpark Sarek                  |
| Gaskačohkka, Nordtoppen                     | 1820 m ö.h. | ?        | 120 m ca.  | -    | Westlich des Sielmatjåkkå                                            |
| Suottasjtjåhkkå, Västtoppen                 | 1819 m ö.h. | ?        | 128 m ca.  | -    | Östlich des Niják im Nationalpark Sarek                              |
| Gavelberget                                 | 1818 m ö.h. | ?        | 170 m ca.  | -    | Südöstlich des Niják im Nationalpark Sarek                           |
| Niejdariehppe                               | 1813 m ö.h. | ?        | 400 m ca.  | -    | Südwestlich des Akkatjåkkå im Nationalpark Sarek                     |
| Gaskastjåhkkå, Nordtoppen                   | 1813 m ö.h. | ?        | 210 m ca.  | -    | Nordöstlich des Palkattjåkkå im Nationalpark Sarek                   |
| Skårki (Skoarkki): Unna Skoarkki, Osttoppen | 1812 m ö.h. | ?        | 140 m ca.  | -    | Östlich des Miehttse Skoarkki im Nationalpark Sarek                  |
| Dubbeltoppen, Nordosttoppen                 | 1812 m ö.h. | ?        | 115 m ca.  | -    | Nebengipfel des Dubbeltoppen im Akka-Massiv                          |
| Kallaktjåkkå (Gállaktjåhkkå)                | 1810 m ö.h. | ?        | 1180 m ca. | -    | Nordöstlich des Akka-Massivs jenseits des Akkajaure-Stausees         |
| Ruohtes, Skárjátjåhkkå                      | 1810 m ö.h. | ?        | 894 m      | -    | Südwestlich des Sarektjåkkå im Nationalpark Sarek                    |
| Mellantoppen                                | 1808 m ö.h. | ?        | 135 m ca.  | -    | Östlich des Ähpártjåhkkå im Nationalpark Sarek                       |
| ?                                           | 1807 m ö.h. | ?        | 185 m ca.  | -    | Nordwestlich des Sielmatjåkkå                                        |
| Boarektjåhkkå                               | 1805 m ö.h. | ?        | 190 m ca.  | -    | Südöstlich des Pårtetjåkkå im Nationalpark Sarek                     |
| Vássačorru                                  | 1804 m ö.h. | ?        | 410 m ca.  | -    | Südwestlich des Höktopparna (Moarhmmåbåkti)                          |
| ?                                           | 1804 m ö.h. | ?        | 240 m ca.  | -    | Nordwestlich des Gådokgaskatjåhkkå im Nationalpark Sarek             |
| Boarektjåhkkå, Osttoppen                    | 1803 m ö.h. | ?        | 110 m ca.  | -    | Südöstlich des Pårtetjåkkå im Nationalpark Sarek                     |

## Län

Län

Die höchsten Erhebungen in den einzelnen Provinzen.
| Län                      | Erhebung          | Lage | Höhe        |
| ------------------------ | ----------------- | ---- | ----------- |
| Blekinge län (K)         | Rävabacken        | Lage | 189 m ö.h.  |
| Dalarnas län (W)         | Storvätteshågna   | Lage | 1204 m ö.h. |
| Gotlands län (I)         | Lojsta hed        | Lage | 82 m ö.h.   |
| Gävleborgs län (X)       | Korpimäki         | Lage | 711 m ö.h.  |
| Hallands län (N)         | Högalteknall      | Lage | 226 m ö.h.  |
| Jämtlands län (Z)        | Helags            | Lage | 1797 m ö.h. |
| Jönköpings län (F)       | Tomtabacken       | Lage | 377 m ö.h.  |
| Kalmar län (H)           | Grönsved          | Lage | 55 m ö.h.   |
| Kronobergs län (G)       | Karryd            | Lage | 55 m ö.h.   |
| Norrbottens län (BD)     | Kebnekaise        | Lage | 2097 m ö.h. |
| Skåne län (M)            | Söderåsen         | Lage | 212 m ö.h.  |
| Stockholms län (AB)      | Tornberget        | Lage | 111 m ö.h.  |
| Södermanlands län (D)    | Skogsbyås         | Lage | 124 m ö.h.  |
| Uppsala län (C)          | Tallmossen        | Lage | 118 m ö.h.  |
| Värmlands län (S)        | Granberget        | Lage | 701 m ö.h.  |
| Västerbottens län (AC)   | Norra Sytertoppen | Lage | 1768 m ö.h. |
| Västernorrlands län (Y)  | Solbergsliden     | Lage | 594 m ö.h.  |
| Västmanlands län (U)     | Timmeråsarna      | Lage | 331 m ö.h.  |
| Västra Götalands län (O) | Galtåsen          | Lage | 361 m ö.h.  |
| Örebro län (T)           | Svinhöjden        | Lage | 436 m ö.h.  |
| Östergötlands län (E)    | Stenabohöjden     | Lage | 328 m ö.h.  |

## Landskap

Landskap

Die höchsten Erhebungen in den einzelnen Landschaften.
| Landskap      | Erhebung         | Lage | Höhe        |
| ------------- | ---------------- | ---- | ----------- |
| Blekinge      | Rävabacken       | Lage | 189 m ö.h.  |
| Bohuslän      | Björnerödspiggen | Lage | 222 m ö.h.  |
| Dalarna       | Storvätteshågna  | Lage | 1204 m ö.h. |
| Dalsland      | Baljåsen         | Lage | 301 m ö.h.  |
| Gotland       | Lojsta hed       | Lage | 82 m ö.h.   |
| Gästrikland   | Lustigknopp      | Lage | 402 m ö.h.  |
| Halland       | Högalteknall     | Lage | 226 m ö.h.  |
| Hälsingland   | Garpkölen        | Lage | 670 m ö.h.  |
| Härjedalen    | Helags           | Lage | 1797 m ö.h. |
| Jämtland      | Storsylen        | Lage | 1743 m ö.h. |
| Lappland      | Kebnekaise       | Lage | 2097 m ö.h. |
| Medelpad      | Myckelmyrberget  | Lage | 578 m ö.h.  |
| Norrbotten    | Vitberget        | Lage | 594 m ö.h.  |
| Närke         | Tomasbodahöjden  | Lage | 298 m ö.h.  |
| Skåne         | Söderåsen        | Lage | 212 m ö.h.  |
| Småland       | Tomtabacken      | Lage | 377 m ö.h.  |
| Södermanland  | Skogsbyås        | Lage | 124 m ö.h.  |
| Uppland       | Tallmossen       | Lage | 118 m ö.h.  |
| Värmland      | Granberget       | Lage | 701 m ö.h.  |
| Västerbotten  | Åmliden          | Lage | 550 m ö.h.  |
| Västergötland | Galtåsen         | Lage | 361 m ö.h.  |
| Västmanland   | Fjällberget      | Lage | 466 m ö.h.  |
| Ångermanland  | Tåsjöberget      | Lage | 635 m ö.h.  |
| Öland         | Högsrum          | Lage | 55 m ö.h.   |
| Östergötland  | Stenabohöjden    | Lage | 328 m ö.h.  |